# 277 TCN
277 TCN là một năm trong lịch La Mã.